# Anina-Gebirge
Das Anina-Gebirge  (rumänisch Munții Aninei) ist ein Mittelgebirge im Süden des Banats. Es liegt im Südwesten Rumäniens und ist Teil des Banater Gebirges. Das Anina-Gebirge erreicht Höhen von bis zu 1.160 Metern und bildet den südlichen Abschnitt der Westrumänischen Karpaten. Als ein Kalksteingebirge weist es eine typische Karstlandschaft mit zahlreichen  Klammen, Höhlen, Karstseen und Wasserfällen auf.

## Beschreibung
Das Anina-Gebirge mit seinem höchsten Gipfel, dem Leordiș, erstreckt sich auf einer Fläche von 770 Quadratkilometern, wovon 600 Quadratkilometer aus Kalkstein bestehen. Es ist das zweitgrößte Karstgebiet Rumäniens nach dem Bihor im Apuseni-Gebirge. Allein im Anina-Gebirge sind laut der Höhlenforschervereinigung „Exploratorii“ in Reșița über 1.200 Höhlen dokumentiert. Dolineneinbrüche aller Größen und Dimensionen findet man auf den Plateaus sowie ein gutes halbes Dutzend markanter Schluchteinschnitte. Obligatorisch für ein Karstgebirge ist der allgegenwärtige Kalkstein. Durch die Wasserlöslichkeit dieser Gesteinsart bedingt, findet man im Anina-Gebirge prachtvolle Versinterungen in den Bächen und Schluchten.

## Gewässer
Die wichtigsten Flüsse im Anina-Gebirge sind die Bârzava, die Caraș und die Nera:
- Die Bârzava entspringt im Semenic-Gebirge und durchquert das Anina-Gebirge im Norden. Ihre wichtigsten Nebenflüsse sind die Flüsse Văliug, Crainic, Râul Alb, Secu, Valea Mare und Doman.

- Die Caraș entspringt im Anina-Gebirge an der Stelle, die den Namen „Izvoarele Carașului“ (deutsch Karasch-Quellen) trägt. Sie bildet entlang ihres Laufes durch das Kalksteingebirge die „Cheile-Carașului“ (deutsch Karasch-Klamm). Ihre wichtigsten Nebenflüsse sind die Flüsse Lișava, Jitin, Gârliștea, Buhui und Lupac.

- Die Nera fließt durch den südlichen Teil des Anina-Gebirges und bildet auf ihrem Weg durch den Kalkstein die „Cheile Nerei“ (deutsch Nera-Klamm). Die wichtigsten Nebenflüsse der Nera sind hier die Flüsse Valea Rea und Beu.

## Naturschutz

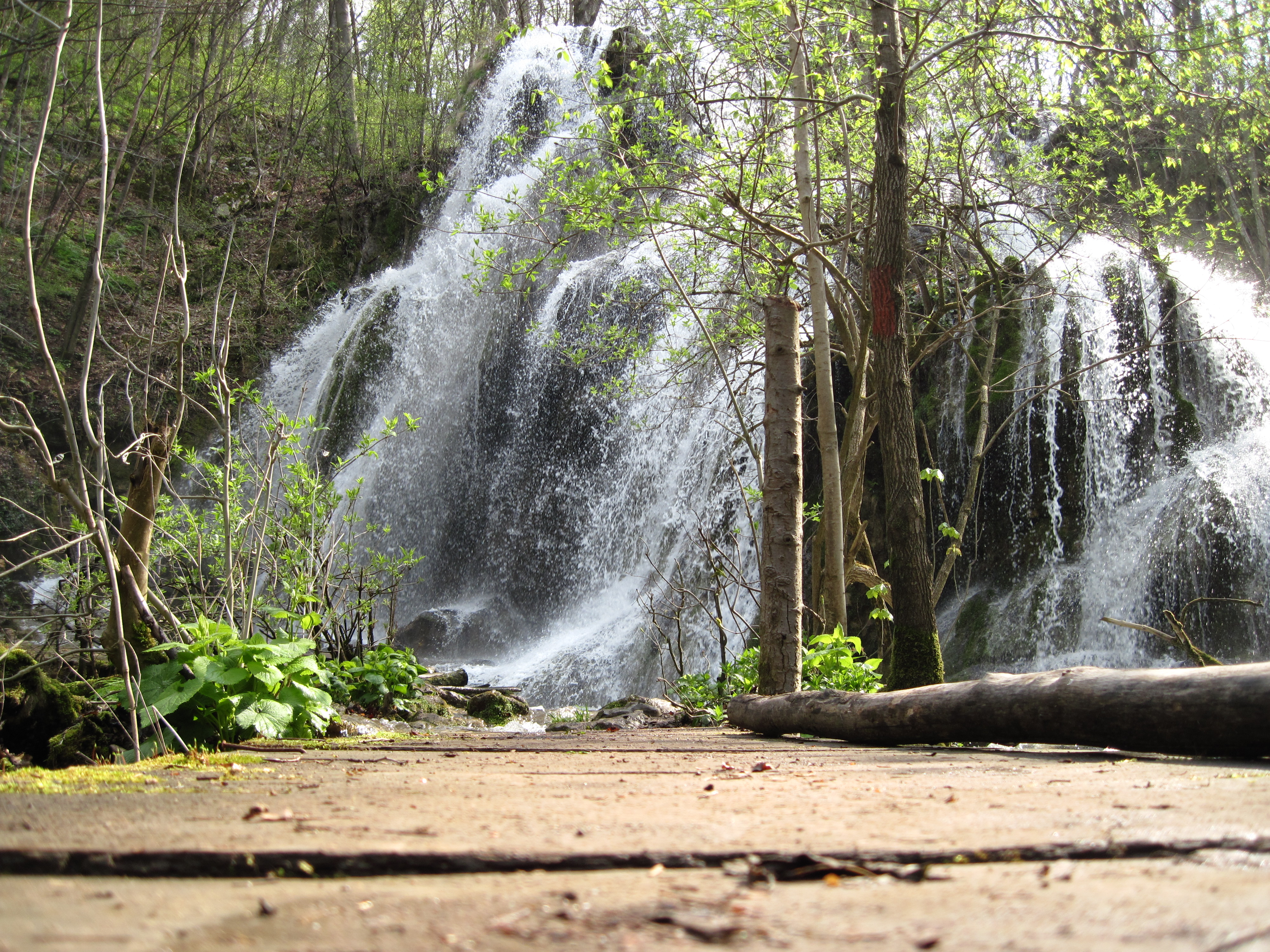
Beușnița-Wasserfälle

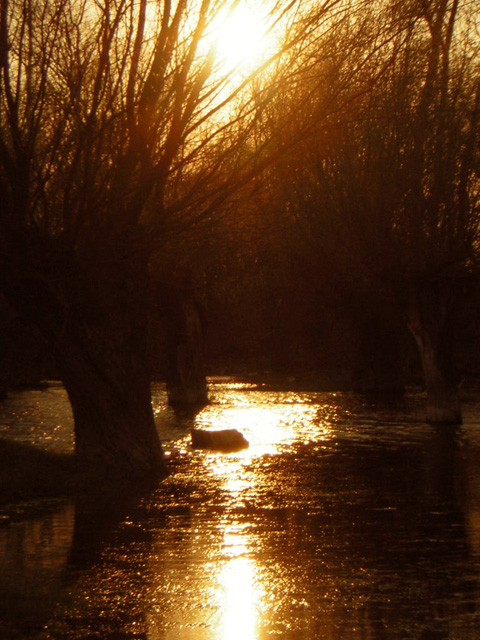
Die Nera

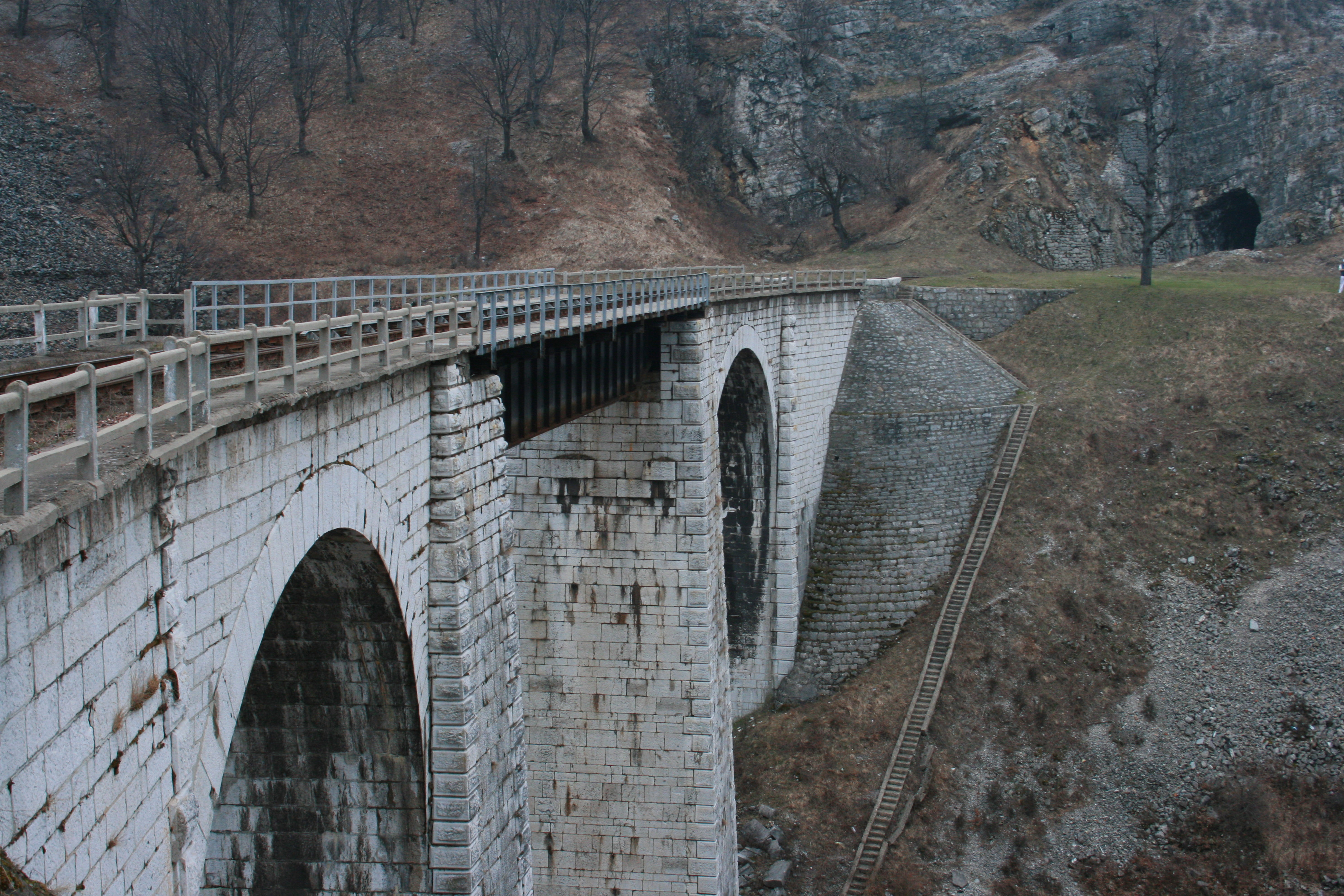
Brücke der Anina-Oravița Gebirgsbahn

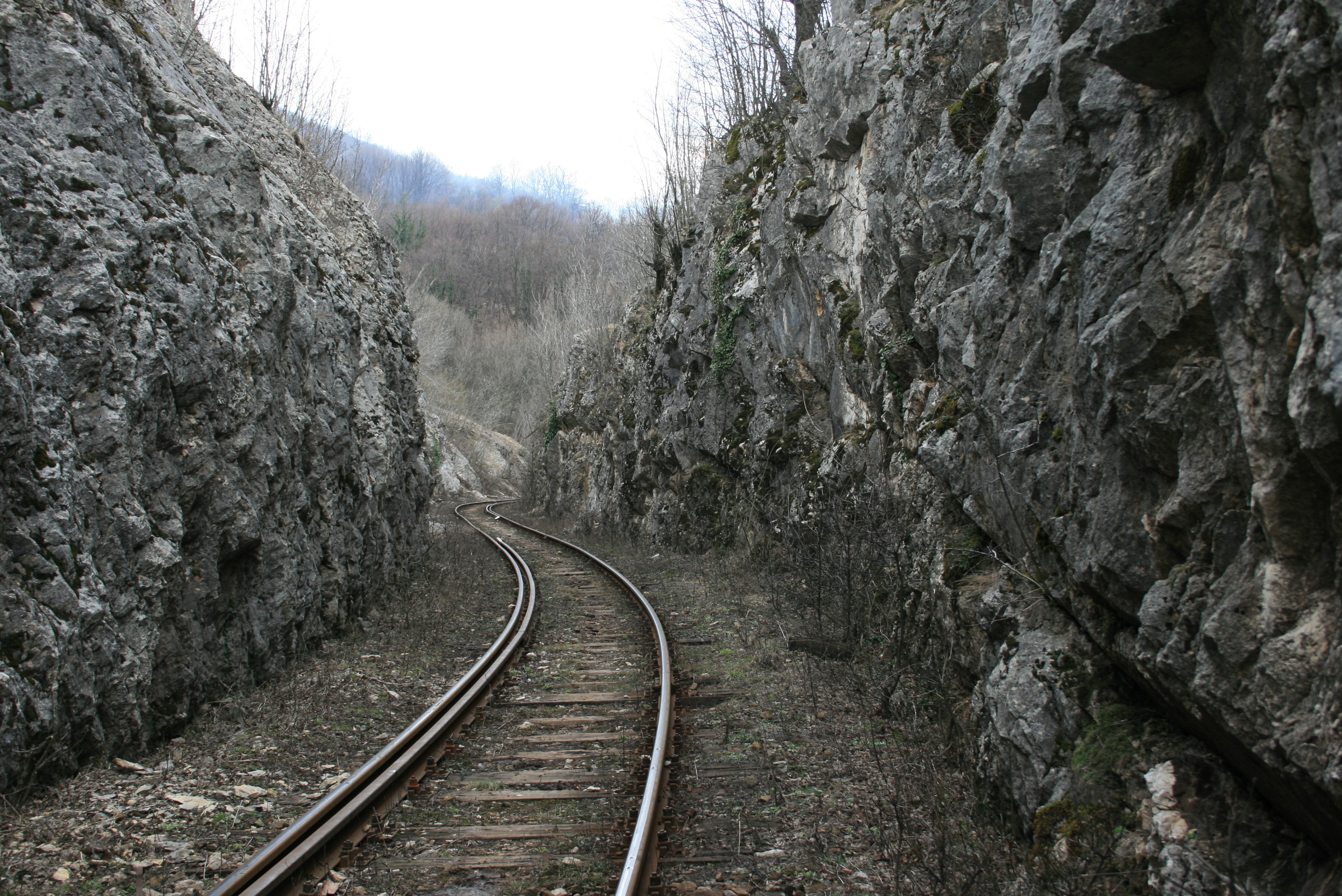
Anina-Oravița Gebirgsbahn

Die Karstlandschaft steht zum großen Teil unter Naturschutz. Im Anina-Gebirge wurden mehrere Naturschutzgebiete ausgewiesen: Rezervația Beușnița, Rezervația Cheile Nerei, Rezervația Cheile Carașului.

### Höhlen
Über 1.200 Höhlen wurden von den Höhlenforschern „Exploratorii“ in Reșița allein im Anina-Gebirge dokumentiert. Einige der Tropfsteinhöhlen sind zu Schauhöhlen ausgebaut, andere haben einen großen wissenschaftlichen Wert und sind für Touristen nicht zugänglich. Zu den bekanntesten gehören:
- Peștera Liliecilor (deutsch Fledermaushöhle) ist eine Tropfsteinhöhle in der Caraș-Klamm des Anina-Gebirges im Banater Bergland.
- Peștera Comarnic (deutsch Comarnic-Höhle) ist eine Tropfsteinhöhle mit  einer Länge von 6 Kilometern, die längste Höhle im Banat.
- Peștera de sub Cetate (deutsch Höhle unter der Festung)
- Peștera Popovăț (deutsch Popovăț-Höhle) hat eine Länge von 1.121 Metern und befindet sich entlang der Caraș-Klamm im Anina-Gebirge.
- Peștera Tolosu  (deutsch Tolosu-Höhle)
- Grota Buhui (deutsch Buhui-Grotte)

### Klamme
Die Flüsse des Anina-Gebirges bilden auf ihrem Lauf durch das Kalksteingebirge unzählige Klamme und Schluchten. Die bekanntesten sind:
- Cheile Carașului (19 km) (deutsch Karasch-Klamm)
- Cheile Nerei (18 km) (deutsch Nera-Klamm)
- Cheile Minișului (14 km) (deutsch Minisch-Klamm)
- Cheile Gârliștei (9 km) (deutsch Gârliște-Klamm)
- Cheile Buhuiului (8 km) (deutsch Buhui-Klamm)

Die Nera-Klamm ist die größte und imposanteste Schlucht im Anina-Gebirge. Sie begrenzt das Anina-Gebirge zum Locva-Gebirge.

### Seen und Wasserfälle
Auf ihrem Weg durch die Karstlandschaft bilden die Flüsse zahlreiche Karstseen und Wasserfälle:
- Lacul Dracului (deutsch Teufelssee) ist ein Höhlensee, der von der Nera unterirdisch gespeist wird und durch den Einsturz einer Grotte entstanden ist.
- Ochiul Beiului (deutsch Meerauge) ist ein unterirdischer See mit einer Fläche von 284 Quadratmetern und einer Tiefe von 3,6 Metern.
- Cascadele Beușniței (deutsch Beușnița-Wasserfälle), eine Kaskade von Wasserfällen, ist einmalig in Rumänien.
- Lacul Buhui (deutsch Buhui-See) ist der einzige Stausee Rumäniens in Kalkstein, der in den Jahren 1908–1909 bebaut wurde.
- Lacul Mărghitaș (deutsch Mărghitaș-See) war der erste Stausee Rumäniens, der 1940 für touristische Zwecke gebaut wurde.

## Wirtschaft

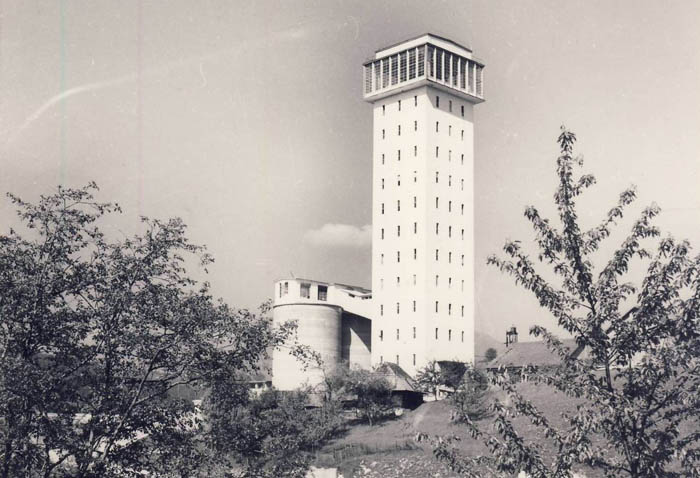
Bergbau im Anina-Gebirge

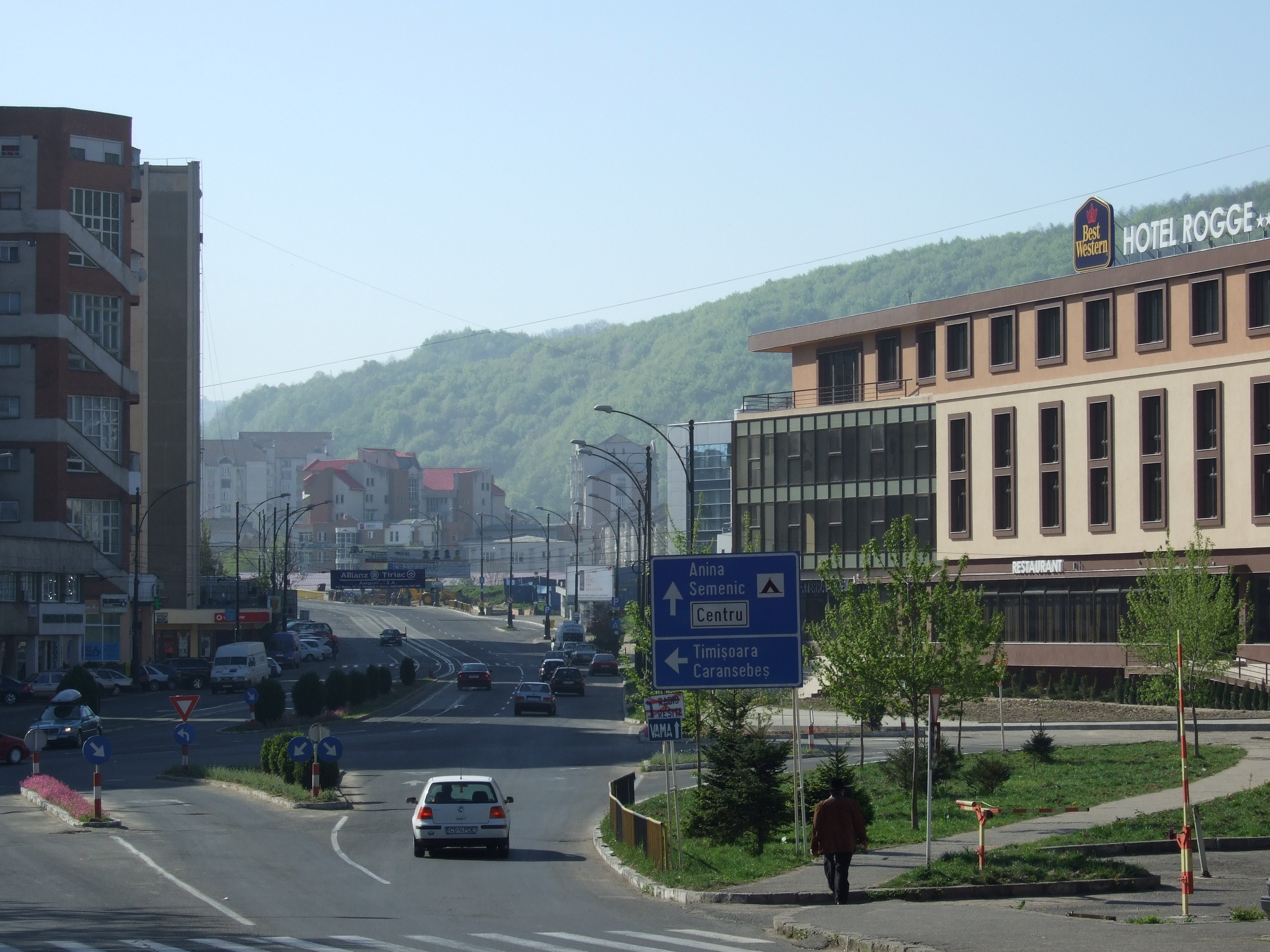
Industriezentrum Reșița

Wirtschaftliche Bedeutung hatte das Anina-Gebirge neben Holzverarbeitung, Viehzucht und Landwirtschaft über Jahrhunderte hinweg hauptsächlich im Bergbau in Anina, sowie in der Stahlindustrie in Reșița.
Der Tourismus entwickelt sich zunehmend zu einem neuen Wirtschaftszweig. Zu diesem Zweck wurde die Infrastruktur verbessert, es wurden moderne Zufahrtswege und Unterbringungsmöglichkeiten geschaffen, aber auch ausgewiesene touristische Trassen angelegt.

## Flora und Fauna
Die Vegetation besteht vorwiegend aus Mischwäldern. Buchen, Fichten, und Tannen herrschen vor, aber auch Eichen, Hainbuchen, Ahorn, Ulmen und Eschen sind anzutreffen. In den Buchenwäldern von Beusnița findet man seltene Arten: der Baum-Hasel (Corylus colurna), der Gemeine Flieder  (Syringa vulgaris), der Perückenstrauch (Cotinus coggygria) oder die Manna-Esche (Fraxinus ornus).
In den ausgedehnten Wäldern des Anina-Gebirges leben zahlreiche Tiere wie Wolf, Wildschwein, Fuchs, Reh, Hasen, Eichhörnchen oder Salamander, aber auch die Hornotter oder Forellen in den Bergbächen. In manchen Höhlen wurden fossile Überreste von ausgestorbenen Tieren wie dem Höhlenbären oder der Höhlenhyäne gefunden.